# Heinrich Gustav Magnus

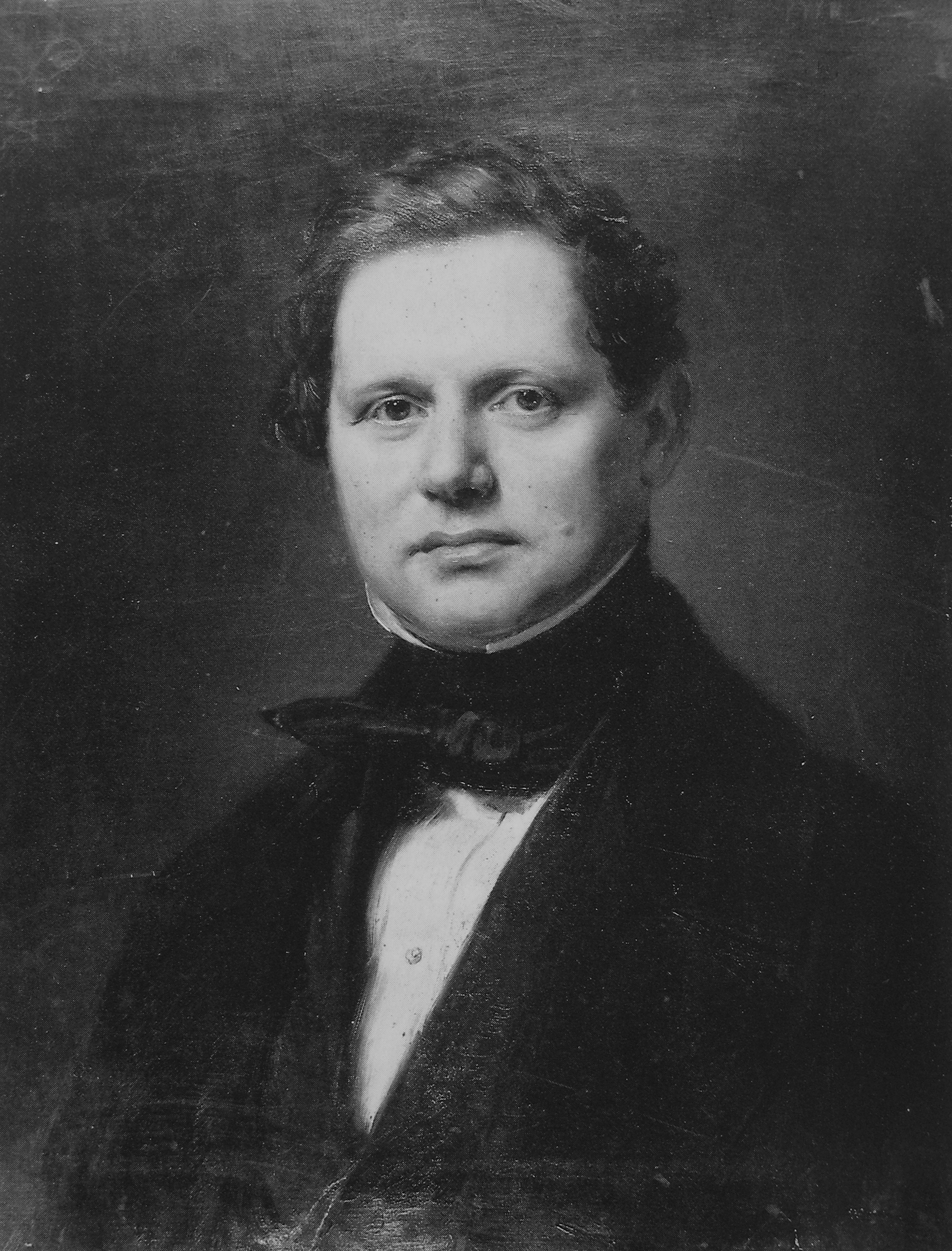
Magnus Gustav Magnus el 1841. Retrat obra del seu germà Eduard Magnus (1799-1872)

Heinrich Gustav Magnus (2 de maig 1802, Berlín, Prússia - 4 d'abril de 1870, Berlín, Confederació d'Alemanya del Nord) fou químic i físic alemany conegut per haver descobert l'àcid periòdic i l'efecte Magnus.

## Vida

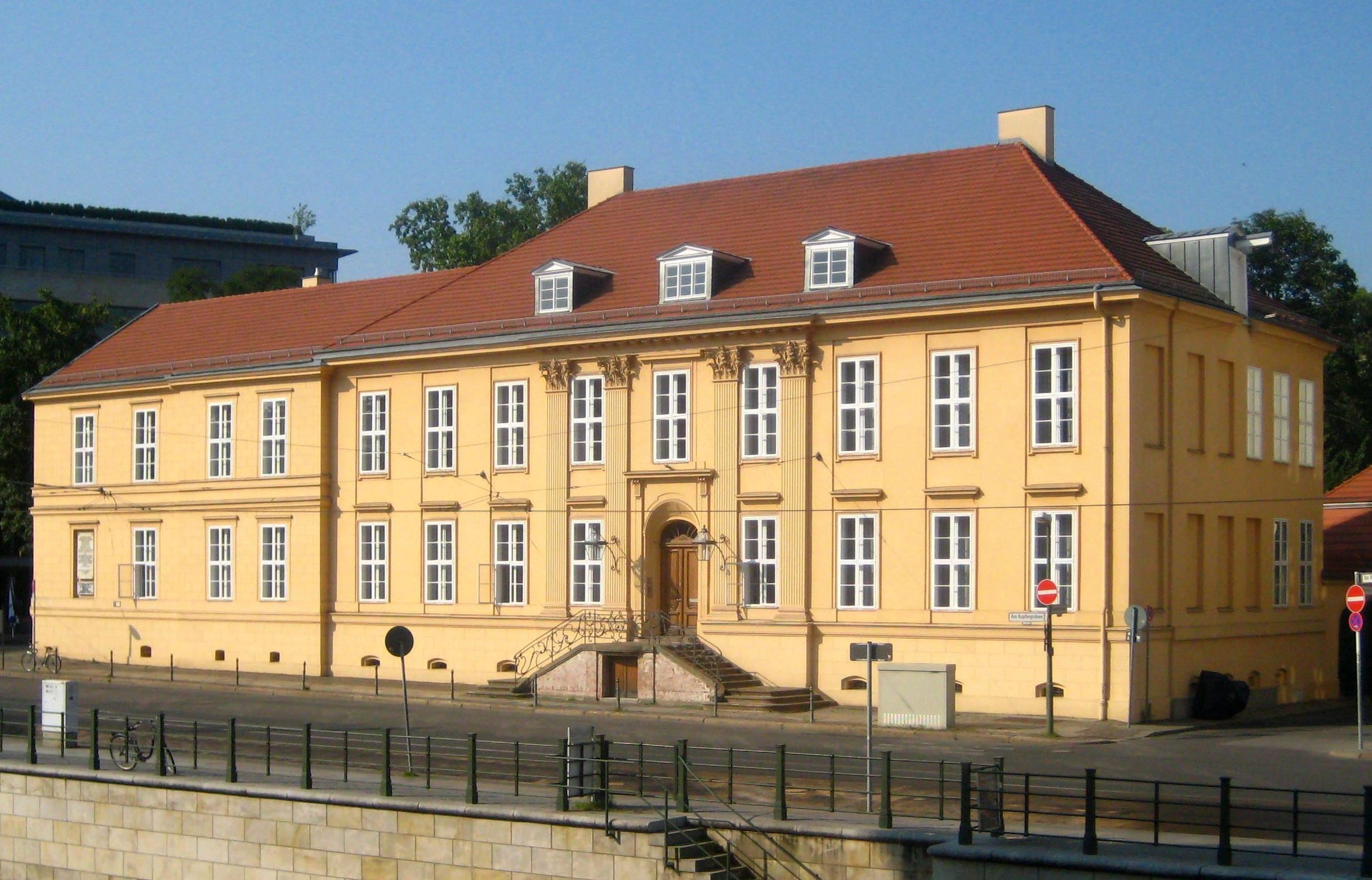
Residència de Magnus a Berlín

Magnus tenia quatre germans i el seu pare, Johann Matthias Magnus, era un ric comerciant. Inicià els seus estudis el 1822 a la Universitat de Berlín on es doctorà el 1827 amb la tesi De tellurio sota la direcció de Eilhard Mitscherlich. El mateix 1827 anà a Estocolm per formar-se amb el químic suec Jöns Jacob Berzelius (1779-1848), i el 1828 fins al 1829 a París, amb els químics Joseph-Louis Gay-Lussac (1778-1850) i Louis Jacques Thénard (1777-1857). El 1831 aconseguí habilitar-se com a professor de tecnologia a la Universitat de Berlín. En 1834 fou elegit professor extraordinari, i el 1845 professor ordinari de física i tecnologia. Fou tres vegades elegit degà de la facultat, els anys 1847, 1858 i 1863; i el 1861-62, rector. Fou membre, des del 1840, de l'Acadèmia de Ciències de Berlín i un dels fundadors de la Societat de Química Alemanya el 1868.
El seu estil lúcid i la perfecció de les seves demostracions experimentals feren molt famoses les seves classes. Els assistents quedaven impressionats per la importància de la ciència aplicada a la indústria. Celebrava "col·loquis" setmanals sobre qüestions físiques a casa amb un petit cercle dels joves estudiants. Es casà el 1840 amb Bertha Humblot, membre d'una família d'hugonots francesos que s'establiren a Berlín, amb la que tingué un fill i dues filles.
Dirigí les tesis doctorals de: Gustav Wiedemann, 1847; Hermann Knoblauch, 1847; Gottfried Fischer, 1859; Rudolf Meibauer, 1861; Georg Freund, 1862; August Kundt, 1864; Georg Quincke, 1858; i Emil Warburg, 1867.

## Obra

Efecte Magnus. Força que s'origina en un cos que es desplaça rotant dins d'un fluid.

De 1827 a 1833, es dedicà principalment a la investigació química i descobrí els primers compostos de platí i amoníac (sal verda de Magnus, [Pt(NH₃)₄][PtCl₄]), els àcids sulfovínic (sulfat àcid d'alquil), etiònic (HO₃SOCH₂CH₂SO₃H) i isetiònic (HOCH₂CH₂SO₃H) i les seves sals, i en conjunció amb C.F. Ammermüller, l'àcid periòdic.
Entre altres temes en els quals treballà posteriorment foren l'absorció de gasos en la sang (1837-1845), els coeficients d'expansió dels gasos (1841-1844), les pressions de vapor d'aigua (fórmula de Magnus) i diverses solucions (1844-1854), la termoelectricitat (1851), l'electròlisi (1856), la inducció de corrents (des 1858-1861), la conducció de calor en els gasos (1860), i la polarització de la calor (1866-1868) i en aerodinàmica, en concret en el moviment de projectils en rotació d'armes de foc (efecte Magnus) (1852).
Per la seva gran reputació el govern li encomanà diverses missions; el 1865 representà Prússia en la conferència de Frankfurt per introduir un sistema mètric uniforme de pesos i mesures. El seu primer llibre de memòries el publicà el 1825, quan ell era encara un estudiant; i el seu últim es publicà poc després de la seva mort.